# Banū Hāschim

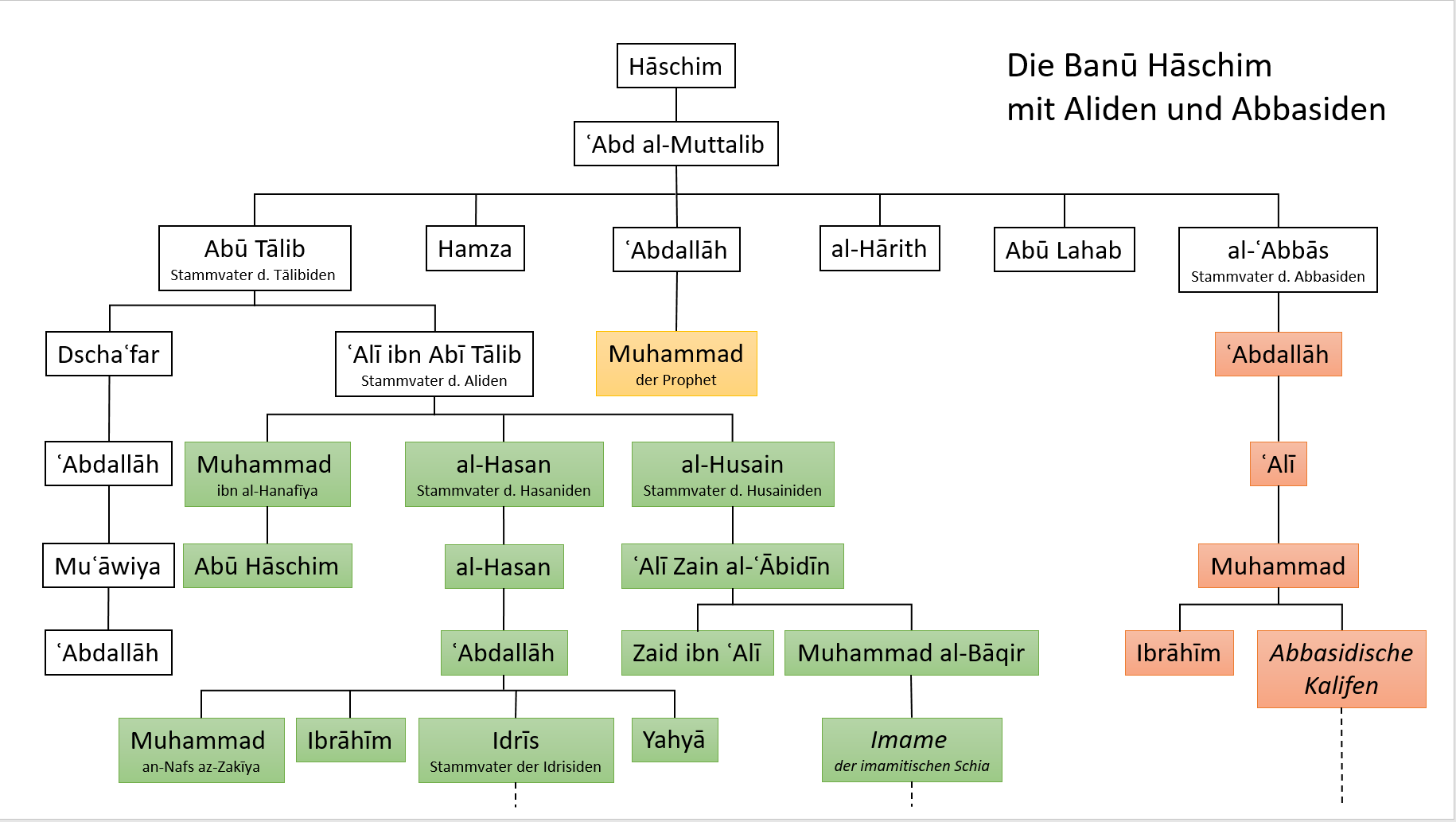
Die Banū Hāschim mit den Aliden (grün) und den Abbasiden (rötlich)

Die Banū Hāschim (arabisch بنو هاشم, DMG Banū Hāšim), auch Haschimiten oder Haschimiden, sind ein weitläufiger Clan des mekkanischen Stammes Quraisch, der sich auf Hāschim ibn ʿAbd Manāf, den Urgroßvater des Propheten Mohammed, zurückführt. Als derjenige Clan aus dem mekkanischen Stamm Quraisch, dem der Religionsstifter angehört hatte, genossen die Banū Hāschim während der islamischen Geschichte lange Zeit eine Sonderrolle. So durften sie wegen ihres besonderen Reinheitsstatus keine Zakāt annehmen, hatten dafür aber den Anspruch auf einen erheblichen Teil von Ghanīma und Fai'. Zu Mohammeds Zeit lag die Führung des Clans zunächst bei Hāschims Sohn ʿAbd al-Muttalib ibn Hāschim, dann nacheinander bei dessen Söhnen Abū Tālib ibn ʿAbd al-Muttalib, Abū Lahab und al-ʿAbbās ibn ʿAbd al-Muttalib. Die wichtigsten haschimitischen Familien der nachprophetischen Zeit waren die Tālibiden, also die Nachkommen von Abū Tālib, und die Abbasiden, die Nachkommen von al-ʿAbbās. Innerhalb der Tālibiden sind die Aliden der wichtigste Familienzweig. Sie werden von den Schiiten besonders verehrt. Während der späten Umayyadenzeit formierte sich mit der haschimitische Daʿwa eine Oppositionsbewegung, die danach strebte, die Umayyaden zu stürzen. Sie brachte im Jahre 749 die Abbasiden an die Macht.

## Der Clan zur Zeit Mohammeds
Mohammed selbst war über seinen Vater ʿAbdallāh ibn ʿAbd al-Muttalib mit den Banū Hāschim verbunden. Da dieser schon vor seiner Geburt verstarb und seine Mutter ebenfalls, kam er schon in seiner frühen Kindheit zu seinem Großvater ʿAbd al-Muttalib, der zusammen mit seinen beiden Söhnen az-Zubair und Abū Tālib den Clan anführte. Er galt als der ḥakam („Schiedsrichter“) der Banū Hāschim. Noch als Mohammed ein Kind war, gingen die Banū Hāschim mit anderen quraischitischen Clanen ein Bündnis ein. Dieses Bündnis, das Hilf al-fudūl („Bund der Vorzüglichen“) genannt wurde und sich gegen skrupellose Handelspraktiken mekkanischer Händler richtete, umfasste neben den Banū Hāschim auch die Banū al-Muttalib, die Asad, die Zuhra, die Taim und vielleicht auch die al-Hārith ibn al-Fihr.
Nach dem Tod ʿAbd al-Muttalibs ging die Führung des Clans an Abū Tālib über, der auch den jungen Mohammed in seinen Haushalt aufnahm. Unter Abū Tālibs verloren die Banū Hāschim allerdings wirtschaftlich an Boden. Abū Tālib selbst verarmte, so dass er seinen Sohn ʿAlī ibn Abī Tālib in die Obhut des zu Wohlstand gelangten Mohammed gab. Nach Mohammeds religiöser Berufung gehörten Angehörige des Clans zu seinen frühesten Anhängern, so sein Cousin ʿAlī ibn Abī Tālib, der allerdings zur Zeit seiner Bekehrung noch sehr jung (9–11 Jahre) war und de facto zu seiner Familie gehörte, dessen zehn Jahre älterer Bruder Dschaʿfar ibn Abī Tālib und Mohammeds Onkel Hamza ibn ʿAbd al-Muttalib, der nur vier Jahre älter war als er. Hamza und Dschaʿfar hatten innerhalb des Clans nur eine niedrige Stellung. Dies geht daraus hervor, dass sie Frauen aus dem nomadischen Stamm der Chathʿam heirateten. Dschaʿfar war der einzige Haschimit, der an der Hidschra nach Abessinien teilnahm. Er kehrte von dort erst 629 zurück.
Obwohl Abū Tālib kein Muslim war, war er bereit, Mohammed den vollen Schutz zu gewähren, der einem Mitglied des Clans zustand. Die Anführer der Quraisch unter der Führung von Abū Dschahl aus dem Clan der Machzūm scheinen mehrmals an Abū Tālib appelliert zu haben, entweder Mohammed an der Verkündung seiner neuen Religion zu hindern oder ihm seinen Schutz zu entziehen. Abū Tālib weigerte sich jedoch, darauf einzugehen, und offenbar gelang es ihm auch, die Zustimmung des Clans für diesen Kurs zu gewinnen. Der Clan der Banū al-Muttalib, der eigentlich eigenständig war, schloss sich dieser Haltung an. Schließlich brachte Abū Dschahl die meisten mekkanischen Clane dazu, ein Dokument zu unterschreiben, in dem sie zusagten, mit den Banū Hāschim und Banū al-Muttalib keine Geschäfts- und Heiratsbeziehungen mehr zu unterhalten. Als Folge dieses Boykotts sagten sich mehrere Mitglieder der Clane, die im Hilf al-fudūl zusammengeschlossen waren, von diesem Bündnis los und wechselten die Seiten. Der Boykott soll länger als zwei Jahre befolgt worden sein, allerdings wohl nicht ganz strikt, denn die Banū Hāschim scheinen darunter nicht stark gelitten zu haben. Schließlich wurde er um das Jahr 619 ganz beendet, als verschiedene Clane seiner überdrüssig wurden.
Nach dem Tod Abū Tālibs ging die Führung des Clans auf dessen jüngeren Bruder Abū Lahab, einen anderen Onkel Mohammeds, über. Im Gegensatz zu seinen Brüdern Abū Tālib und Hamza war er aber ein erbitterter Gegner Mohammeds. Er war auch dafür verantwortlich, dass sich Mohammeds Position in Mekka nun stark verschlechterte. Während des Boykotts hatte Abū Lahab die Banū Hāschim verlassen und sich dem gegnerischen Lager angeschlossen. Außerdem hatte er eine Schwester von Abū Sufyān ibn Harb aus dem Clan der ʿAbd Schams ibn ʿAbd Manāf geheiratet, der in der mekkanischen Geschäftswelt ähnlich einflussreich war wie Abū Dschahl und wie dieser Mohammed bekämpfte. Bei der Erhebung zum Oberhaupt der Banū Hāschim versprach Abū Lahab zwar, Mohammed in der Weise zu schützen, wie es vorher Abū Tālib getan hatte. Nach einer Zeit jedoch entzog Abū Lahab Mohammed jedoch seinen Schutz, mit der Begründung, dass Mohammed behaupte, dass sein Großvater ʿAbd al-Muttalib sich in der Hölle befinde. Eine solche Behauptung stellte eine Beleidigung für den ganzen Clan dar, und Abū Lahab nutzte diesen Vorwand, um ihm ohne irgendeinen Ehrverlust seinen Schutz entziehen zu können. Mohammed, der durch Abū Lahab mit einem Predigtverbot belegt wurde, hatte nun keine Möglichkeit mehr, seine Religion öffentlich zu propagieren.
Nach dem Tode Mohammeds weigerten sich die Banū Hāschim, Abū Bakr als neuen Anführer anzuerkennen, und begruben ihren glorreichen Verwandten insgeheim, womit sie dem Kalifen und seiner Tochter ʿĀ'ischa bint Abī Bakr die Ehre vorenthielten, dem Begräbnis beizuwohnen.

## Die haschimitische Daʿwa und der abbasidische Umsturz
Im frühen achten Jahrhundert versuchten die Banū Hāschim, die Umayyaden von der Macht zu verdrängen, und bauten zu diesem Zweck ein weitgespanntes Daʿwa-Netzwerk auf, das als daʿwat Banī Hāsim bezeichnet wurde. Die Werbeagenten (duʿāt), die die haschimitische Propaganda bis in die arabischen Garnisonen Ostirans trugen, operierten geheim und traten nur verdeckt mit Pseudonym auf. Die Werbung wurde im Namen eines noch Namenlosen betrieben, „desjenigen aus dem Hause Mohammeds, der Zustimmung findet“ (ar-riḍā min āl Muḥammad). Die Werbeagenten der Abbasiden und der Aliden arbeiteten teilweise zusammen, häufig aber auch gegeneinander.
Der kufische Dichter al-Kumait ibn Zaid al-Asadī (gest. 743) bekannte in dieser Zeit in seinen Hāšimīyāt seine Liebe zu den Banū Hāschim und pries sie als die edelsten der Menschen, die „der Halt der Grundlagen des Islams sind“ und „Abwehr und Schutz gewähren im Kriege“. Die Hāschimiden seien Leuchten, die den Menschen den Weg aus der Finsternis auf den rechten Pfad weisen. Der Muslim solle sich in liebevoller Verehrung an sie wenden, weil er durch diese Liebe zu ihnen in allen Wechselfällen des Schicksals Gott näher komme.
Die haschimitische Propaganda konnte auch tatsächlich in den 740er Jahren das Kalifat der Umayyaden zu Fall bringen. Im Oktober 744 erhoben die kufischen Schiiten den Tālibiden ʿAbdallāh ibn Muʿāwiya, zum Imam. Er war kein Nachkomme ʿAlīs, sondern stammte von dessen Bruder Dschaʿfar ibn Abī Tālib ab. Von seinen Anhängern unterstützt, konnte er große Gebiete Westirans unter seine Kontrolle bringen. Nach dem Tod von al-Walīd II., als der Zerfall des umaiyadischen Kalifats immer deutlicher wurde, verstärkten dann die Haschimiten ihre Aktivitäten zur Übernahme der Herrschaft im Reich. Der Hasanide ʿAbdallāh rief 744 die Angehörigen seiner Familie und verschiedene andere Gruppen, die mit ihr sympathisierten, darunter auch verschiedene Muʿtaziliten, in dem Ort al-Abwā im Hedschas zusammen und ließ sie seinem Sohn Muhammad an-Nafs az-Zakīya als zukünftigem Herrscher huldigen. Erheblich erfolgreicher waren allerdings die Bemühungen des Abbasiden Ibrāhīm, der nach dem Tode seines Vaters Muhammad 743 die Führung der Abbasiden-Familie übernommen hatte. Er sandte in dieser Zeit zwei neue Propagandisten für die Abbasiden nach Chorasan, Abū Salama und Abū Muslim. Abū Muslim schaffte es 747, die anti-umaiyadische Opposition in Chorasan hinter der hāschimitischen Daʿwa zu vereinen und daraus einen offenen Aufstand gegen das geschwächte Umaiyaden-Regime zu organisieren. Rasch konnte er seine Herrschaft über Ostiran festigen. Rivalisierende Aufständische wie den Tālibiden ʿAbdallah ibn Muʿāwiya ließ er beseitigen.
Von der Stadt Marw aus, die noch 747 eingenommen wurde, trat Abū Muslims Heerführer Qahtaba mit dem Rebellenheer im Jahr 748 den Marsch nach Westen an. Nach mehreren Siegen überschritt er 749 den Tigris und Euphrat. Sein plötzlicher Tod in der Schlacht um Kufa und die Hinrichtung des Abbasiden Ibrāhīm, der die Fäden der Daʿwa in der Hand gehalten hatte, durch die Umaiyaden stürzten das Unternehmen jedoch kurzfristig in Verwirrung, da nicht klar war, wer nun die Position des Imams einnehmen, für dessen Herrschaft das Rebellenheer gekämpft hatte. Nach dem siegreichen Einzug des Heeres in Kufa trug Abū Salama dieses Amt zunächst einem prominenten Aliden an, nämlich dem Husainiden Dschaʿfar ibn Muhammad, der in Medina als Fiqh-Gelehrter wirkte. Dieser lehnte jedoch ab, da er keinerlei politische Ambitionen hegte. Dafür aber reiste sehr bald die Abbasidenfamilie aus Humaima an und beanspruchte die Herrschaft für sich. Zum Kalifen selbst wurde der relativ schwache Abū l-ʿAbbās, er ließ sich im November 749 in Kufa huldigen. Auf diese Weise brachte die haschimitische Daʿwa die Abbasiden-Familie an die Macht.
Mehrere Zweige des Haschimiten-Clans sind später untergegangen. Der Gelehrte Ibn Hubaira nennt im 12. Jahrhundert noch fünf Zweige der Haschimiten: die Abbasiden, die Aliden, die Nachkommen von Abū Tālibs Söhnen Dschaʿfar und ʿUqail sowie die Nachkommen von al-Hārith ibn ʿAbd al-Muttalib.

## Haschimitische Dynastien
In der islamischen Geschichte gab es eine große Zahl von Dynastien, die haschimitischer Herkunft waren. Die meisten gehörten dem alidischen Zweig der Familie an. Auch die Scherifen von Mekka waren Aliden. Nachdem sie Ende des 19. Jahrhunderts begannen, ihre haschimitische Herkunft zu betonen, wird der Begriff Haschimiten vor allem auf diese Herrscherfamilie bezogen. Von ihr stammt auch die herrschende Dynastie von Jordanien ab.

## Belege
1. 1 2  Yaḥyā ibn Muḥammad Ibn Hubaira: al-Ifṣāḥ ʿan maʿānī aṣ-ṣiḥāḥ. Ed. Abū-ʿAbdallāh Muḥammad Ḥasan Muḥammad Ḥasan Ismāʿīl aš-Šāfiʿī. 2 Bde. Beirut: Dār al-Kutub al-ʿilmiyya 1417/1996. Bd. I, S. 192.
2. ↑  Madelung: The Succession to Muhammad. 1997, S. 13f.
3. ↑  Meir Jacob Kister: Mecca and the tribes of Arabia: Some notes on their relations, in: M. Sharon (ed.): Studies in Islamic History and Civilization in honour of David Ayalon. Leiden 1986, S. 33–57. Hier S. 53.
4. ↑  Watt: Muhammad at Mecca. 1953, S. 6.
5. ↑  Watt: Muhammad at Mecca. 1953, S. 32.
6. 1 2  Humodi: Das islamische Staatswesen. Studien zur politischen Struktur zur Zeit Muhammads. 1983, S. 35f.
7. 1 2  Watt: Muhammad at Mecca. 1953, S. 88.
8. ↑  Watt: Muhammad at Mecca. 1953, S. 119f.
9. 1 2 3  W. Montgomery Watt, Alford T. Welch: Der Islam I: Mohammed und die Frühzeit, Islamisches Recht, Religiöses Leben (= Die Religionen der Menschheit. Band 25,1). Kohlhammer, Stuttgart 1980, S. 93f.
10. ↑  Watt: Muhammad at Mecca. 1953, S. 120f.
11. ↑  Madelung: The Succession to Muhammad. 1997, S. 4.
12. ↑  Heinz Halm: Die Schia. Wissenschaftliche Buchgesellschaft, Darmstadt 1988. S. 29.
13. ↑  Die Hāšimijjāt des Kumait. Herausgegeben, übersetzt und erläutert von Josef Horovitz. Brill, Leiden 1904. Deutscher Text S. 2–3. Digitalisat
14. ↑  Tilman Nagel: Untersuchungen zur Entstehung des abbasidischen Kalifats. Selbstverlag des Orientalischen Seminars der Universität Bonn, Bonn 1972. S. 91.
15. ↑  Heinz Halm: Die Schia. Wissenschaftliche Buchgesellschaft, Darmstadt 1988. S. 29f.
16. ↑  Heinz Halm: Die Schia. Wissenschaftliche Buchgesellschaft, Darmstadt 1988. S. 31f.